# Stolatosoma cidaris
Stolatosoma cidaris är en tvåvingeart som beskrevs av Henry Jonathan Reinhard 1953. Stolatosoma cidaris ingår i släktet Stolatosoma och familjen parasitflugor. Inga underarter finns listade i Catalogue of Life.